# 알렉산다르 안드레예비치
알렉산다르 안드레예비치(세르비아어: Александар Андрејевић / Aleksandar Andrejević, 1992년 3월 28일 ~ )는 세르비아의 축구 선수이다. 포지션은 수비수이며 현재 중국 슈퍼리그의 칭다오 하이뉴 소속이다. K리그 등록명은 알렉스였다.